# Gerda Pons
Gerda Pons (Amsterdam, 29 juli 1916 – Hastings, 6 november 1979) was een Nederlands sopraan.
Ze was dochter van het Helderse echtpaar Gerritje Hofman en Willem Martinus Pons, die directeur was van een asfaltfabriek. Zelf was ze op de grens van 1945/1946 getrouwd met Tijn Receveur. Het echtpaar ging in Venlo wonen en kreeg voor zover bekend vijf kinderen.  Haar man was naast zijn beroep actief in de Venlose muziekwereld en overleed in 1964. In 1985 hertrouwde ze met zakenman Will/Wiel Franssen.
Haar zangersloopbaan loopt van ongeveer 1936 tot 1970. Ze kreeg haar opleiding van Johannes den Hertog (operaklas) en Rose Schönberg. Haar operadebuut vond plaats in juni 1941 onder Willem van Otterloo met de Nederlandse Operastichting en het Concertgebouworkest. Ze zou dertien uitvoeringen geven met dat orkest, ook in de periode van de Tweede Wereldoorlog bij het Gemeentelijk Theater Bedrijf. In de periode na de oorlog bevond haar loopbaan op de achtergrond. Ze zong veelal in de omgeving van Venlo met het koor Venlona. In 1954 werd een dergelijk concert wel omschreven als een comeback-concert na een stille periode. Het bleef toch veelal beperkt tot Limburg. Zo stond ze in april 1959 op het podium met het Tegelse mannenkoor Excelsior in Schepping van Jaap Vranken.
In 1968 bereikte haar naam nog het Nederlandse nieuws, doordat ze toen enkele jaren in Franssen House Hastings, Hawke's Bay, Nieuw-Zeeland woonde (krant maakt melding van Australië) en een aantal concerten zou geven onder Hein Jordans, die toen gastoptredens verzorgde met het Radio Symfonieorkest van Nieuw-Zeeland. In de periode 1975 tot 1978 woonde ze nog in Amsterdam, om vervolgens weer naar Hastings te trekken.